# Juan Carlos Villamayor (político argentino)
Juan Carlos Villamayor es un político argentino que se desempeñó como intendente de la ciudad de Salta entre 1995 y 1996.

## Vida personal
Villamayor es padre de Juan Carlos Villamayor (h), actual secretario de políticas sociales de la Provincia de Salta y Socorro Villamayor, actual diputada provincial por el Departamento de la Capital.

## Carrera política
Juan Carlos Villamayor obtuvo su primer cargo público en la gobernación de Miguel Ragone. Entre mayo de 1973 y noviembre de 1974 fue el secretario de prensa y difusión de la Provincia.
Luego, en 1983 en el retorno de la democracia sería Presidente de la Caja de Jubilaciones y Pensiones de Salta durante la gobernación de Roberto Romero hasta el año 1986.
En junio de 1988 asumiría como diputado provincial por el Departamento de la Capital y se mantendría en el cargo hasta noviembre de 1989.
En 1993 se presenta en una doble candidatura por un lado a diputado provincial por la capital y por otro lado a senador provincial por la capital. En dicha elección lograría la banca de diputado pero también la de senador luego de los reclamos del Partido Renovador de Salta que denunciaban que en el escrutinio definitivo había ganado Ennio Pontussi mientras que la justicia en una apertura posterior declaró ganador a Villamayor. Villamayor asumió entonces en reemplazo del senador Pontussi.
En 1995 es elegido por el voto popular y el 10 de diciembre de ese año asume al frente del municipio de la capital. En su intendencia creó el archivo histórico municipal, delimitó el casco céntrico de la ciudad, normalizó la recaudación municipal y adquirió maquinaria para obras públicas.
En 1996 estaría envuelto en un escándalo tras aparecer en un video oculto en donde pide "coimas". Esta situación generó que sea destituido de su cargo como intendente municipal el 1 de julio de 1996 tras la votación unánime a favor de la intervención en la Cámara de Diputados de la Provincia de Salta y sería arrestado por el propio jefe de la policía.
No sería condenado y en el año 2008 el intendente Miguel Isa y el presidente del Concejo Deliberante de la Ciudad de Salta, Gustavo Sáenz, lo desagraviarían públicamente. Sáenz, quien se reconoce como ahijado político de Villamayor, luego llegaría a ser intendente del municipio en 2015 y le dedicaría la victoria a Villamayor.
Los hijos de Juan Carlos forman parte del gobierno de la Provincia de Salta encabezado por Gustavo Sáenz. Su hija Socorro es parte del bloque de Salta tiene Futuro en la Cámara de Diputados de la Provincia de Salta y Juan Carlos (h) es miembro del ejecutivo dirigiendo la secretaria de políticas sociales.